# Cubocephalus laticeps
Cubocephalus laticeps är en stekelart som först beskrevs av Cresson 1872.  Cubocephalus laticeps ingår i släktet Cubocephalus och familjen brokparasitsteklar. Inga underarter finns listade i Catalogue of Life.